# Rhingia nigrimargina
Rhingia nigrimargina är en tvåvingeart som beskrevs av Huo, Ren och Zheng 2007. Rhingia nigrimargina ingår i släktet näbblomflugor, och familjen blomflugor. Inga underarter finns listade i Catalogue of Life.